# Jan Ursyn Niemcewicz
Jan Ursyn Niemcewicz herbu Rawicz (ur. 22 października 1869 w Skokach, zm. 1933) – polski właściciel ziemski i działacz społeczny na Polesiu, pierwszy w II Rzeczypospolitej prezydent Brześcia Litewskiego.

## Życiorys
Był synem Jana Tytusa Niemcewicza, który założył w rodzinnym majątku w Skokach stadninę koni angielskich. Stał na czele Towarzystwa Rolniczego Brzeskiego. Po śmierci ojca w 1900 odziedziczył majątek Skoki, był również właścicielem pobliskiego Poniemunia.
W lutym 1919 objął obowiązki pierwszego polskiego prezydenta Brześcia, które pełnił do grudnia 1919.
W 1895 wziął ślub w Krakowie z Zofią Marią Mazaraki. Miał dwie córki: Janinę Niemcewicz z Niemcewiczów (która odziedziczyła Skoki) i Zofię. Ze strony Janiny doczekał się trzech wnuków.